# 韋斯特萊克 (佛羅里達州)
韋斯特萊克（英語：Westlake）是一個位於美國佛羅里達州棕櫚灘縣的城市。

## 人口
根據2020年美國人口普查的數據，韋斯特萊克的面積為16.97平方千米，當中陸地面積為16.49平方千米，而水域面積為0.48平方千米。當地共有人口906人，而人口密度為每平方千米53人。